# Wendell Phillips
Pour les articles homonymes, voir Phillips.
Wendell Phillips (29 novembre 1811 – 2 février 1884) est un abolitionniste américain et un défenseur du droit des Amérindiens.

## Biographie
Wendell Phillips est né à Boston le 29 novembre 1811. Son père, John Phillips, lui-même issu d'une famille patricienne, est un avocat prestigieux dont la carrière politique le mena à la tête de la mairie de Boston. Wendell Phillips grandit dans le quartier bourgeois de Beacon Hill et suit le cursus scolaire de l'élite bostonienne, fréquentant d'abord la Boston Latin School avant d'intégrer l'université Harvard dont il est diplômé de la faculté de droit en 1833. Il est admis au barreau de l'État du Massachusetts l'année suivante et commence à pratiquer le droit à Boston. 
Le 21 octobre 1835, il assiste à l'émeute qui a pris pour cible un meeting abolitionniste organisée par la Boston Female Society. Le principal conférencier, l'abolitionniste William Lloyd Garrison manque d'être lynché par la foule sous les yeux de  Phillips et ne doit son salut qu'à l'intervention de plusieurs passants qui l'escortent jusqu'à la prison de Leverett Street. Converti à l'abolitionnisme par Garrison, Phillips rejoint les rangs de l'American anti-slavery society dont il devient une figure marquante, notamment grâce à ses talents d'orateur.
Son discours du 8 décembre 1837 dans le Faneuil Hall de Boston assoit durablement sa réputation. Ce jour-là, une foule imposante s'est réunie pour débattre de l'assassinat d'Elijah Parish Lovejoy, un journaliste qui éditait une feuille abolitionniste à Alton dans l'Illinois. Lovejoy était mort en tentant de défendre son imprimerie contre des émeutiers qui avaient fini par y mettre le feu, avant de le tuer alors qu'il tentait de fuir le bâtiment en flammes. Sa mort a déclenché une controverse nationale entre abolitionnistes et anti-abolitionnistes. À Faneuil Hall, l'attorney general James T. Austin défend les émeutiers, en comparant leur action aux patriotes de 1776 qui ont combattu les Britanniques. Profondément révolté par ce discours, Phillips, à vingt-ans seulement, réussit à retourner la foule en élevant au contraire  Lovejoy au rang de champion de la liberté de la presse.
En 1854, Phillips est inculpé pour sa participation à la tentative de sauvetage d'Anthony Burns, un esclave fugitif repris et en attente d'être reconduit dans le Sud en application du Fugitive Slave Act de 1850.